# 香川まさひと
香川 まさひと（かがわ まさひと、1960年5月12日 - ）は、日本の脚本家、漫画原作者。神奈川県横浜市出身。

## 経歴・人物
神奈川県立厚木高等学校に在学中、同級生の木原実、八巻和弘、加藤秀和と8ミリ映画を制作。和光大学人文学部人間関係学科では漫画研究会に所属。同学年の部員に、岩明均、篠原烏童、近石まさしらがいた。1983年にぴあフィルムフェスティバルで『青春』が大森一樹賞、1984年に『バスクリンナイト』が大島渚賞をそれぞれ受賞。東京都町田市の古書店高原書店に勤務。
1988年にCBS・ソニーレコード（現・ソニー・ミュージックエンタテインメント）サウンドギャグコンテストで「これはなんですか」が伊武雅刀賞を受賞。同年、NHK演芸台本コンテストで「いらいら」が最優秀賞を受賞。NHK演芸班に勤務。1991年、自主製作監督作品『下らない人生』がぴあフィルムフェスティバル、イメージフォーラムコンテストでそれぞれ入選。
1990年にオリジナルビデオ『ねっけつ放課後クラブ』（全3巻、原作・宮村優子/山本おさむ、監督・池田敏春ほか）で脚本家としてデビュー。講談社『少年マガジン』・コミックプランナー大賞で『死んだ耳』が大賞を受賞し、漫画原作者としてもデビュー。以後、映像作品の脚本家と漫画の原作者としての二足わらじを履く。2018年、『下らない人生』から27年ぶりの自主映画監督作品『セグウェイ』を制作。同作には吉田大八、木原実、井手陽子（『羊の木』のプロデューサー）が出演し、吉田大八プレゼンツ・香川まさひとの世界」（ぴあフィルムフェスティバル）で上映された。
趣味はSNSで「磯遊び」「ビーチコーミング」を検索して「いいね」を押すこと、古本市や骨董市での買い物、スクラップブック作りなど。

## 主な作品

### 映画・オリジナルビデオ作品（脚本）
- あさってDANCE（1991年、原作・山本直樹、監督・磯村一路）
- MISTY（1991年、監督・池田敏春）
- お墓と離婚（1993年、監督・岩松了）
- 魔王街（1993年、原作半村良、監督・廣木隆一）
- 鍵（1997年、原作・谷崎潤一郎、監督・池田敏春）
- 健康師ダン（1998年、原作・高橋のぼる、監督・常本琢招）
- ハサミ男（1991年、原作・殊能将之、監督・池田敏春）
- ミツワ（2003年、ネット配信ドラマ、監督・吉田大八）
- クヒオ大佐（2009年、原作・吉田和正、監督・吉田大八）
- 羊の木（2018年、原作・山上たつひこ/いがらしみきお、監督・吉田大八）

### テレビドラマ（脚本）
- 私がお見合いした野郎ども（1990年、関西テレビ、監督・池田敏春）
- 世にも奇妙な物語「言うことを聞く子」（1991年、フジテレビジョン）
- LOVE 17本のネクタイ（1991年、フジテレビジョン）
- 機動装甲おじいちゃん（1991年、関西テレビ、原作・ひさうちみちお）
- 胸騒ぎの15歳（1992年、関西テレビ）
- 木曜の怪談（1995年、フジテレビジョン）
- リョーコ（1997年、WOWOW、1話目（監督・利重剛）、4話目（監督・緒方明））
- Y氏の隣人「僕の神様」（1998年、TBS、原作・吉田ひろゆき、監督・渡邊孝好）
- 女弁護士水島由里子の危険な事件ファイル「№２」（1998年、フジテレビジョン、原作・中嶋博行）
- シチリア　空と石の祝祭（2001年、NHKBS、監督・緒方明）
- 学校の怪談　春の物の怪スペシャル「花子さん」（2001年、関西テレビ、監督・黒沢清）
- TOYD（2002年、WOWOW、監督・森淳一）[注 1]
- 青の女（2004年、テレビ東京、監督・緒方明）

### 漫画原作
- まんぽんパワーむくむ（1999年、作画：樋口ポンチ、集英社）
- 臨床心理士・聖徳太一（2001年 - 2002年、作画：松村陽子、全5巻、集英社）
- 101・102（2004年、作画：たなかしえ、集英社）
- 島根の弁護士（2004年 - 2006年、作画：あおきてつお、全13巻[注 2]、集英社）[注 3]
- 監察医 朝顔（2006年 - 2012年、作画：木村直巳、全30巻、実業之日本社）[注 4]
- 朧 -OBORO-（2007年、作画：木村直巳、全1巻、デジマ）
- 逃亡花（2008年 - 2009年、作画：和気一作、全6巻、日本文芸社）[注 5]
- ごくつま刑事（2010年、作画：和気一作、日本文芸社）[注 6]
- 新おみやさん（2010年、原作：石ノ森章太郎、作画：木村直巳、全2巻、小学館）[注 7]
- 放課後の拳銃（2012年、作画：木村直巳）
- すばらしきかな人生 まさみ（2015年、全3巻、作画：若狭星、小学館）
- ましろ日（2017年 - 2019年、全7巻、作画：若狭星、小学館）
- 前科者（2017年[8] - 2024年[9]、全17巻、作画：月島冬二、小学館）[注 8]
- 夫婦めし（2019年 - 2023年、全2巻、作画：木村直巳、少年画報社）
- 辛辣なるグルメ（2021年[11] - 2024年[12]、全8巻、作画：若狭星、小学館）
- ワケあって、真鶴で民泊はじめました（2022年、全1巻（電子書籍）、作画：あいにゃー、小学館）
- 公邸料理人サトーさん（2023年 - 、連載中、作画：木村直巳、少年画報社）
- 穴棒（『ビッグコミック増刊号』2025年1月号[13] - 2025年9月号[14]、作画：月島冬二、小学館）

### 演劇脚本
- ホテルメトロポリタン・ミステリーナイト そして哀しい朝が来る（1993年）
- ホテルメトロポリタン・ミステリーナイト 青い迷宮（1994年）
- Wボイン（1998年、劇団木原実）